# Види, для оцінки загрози яким недостатньо даних

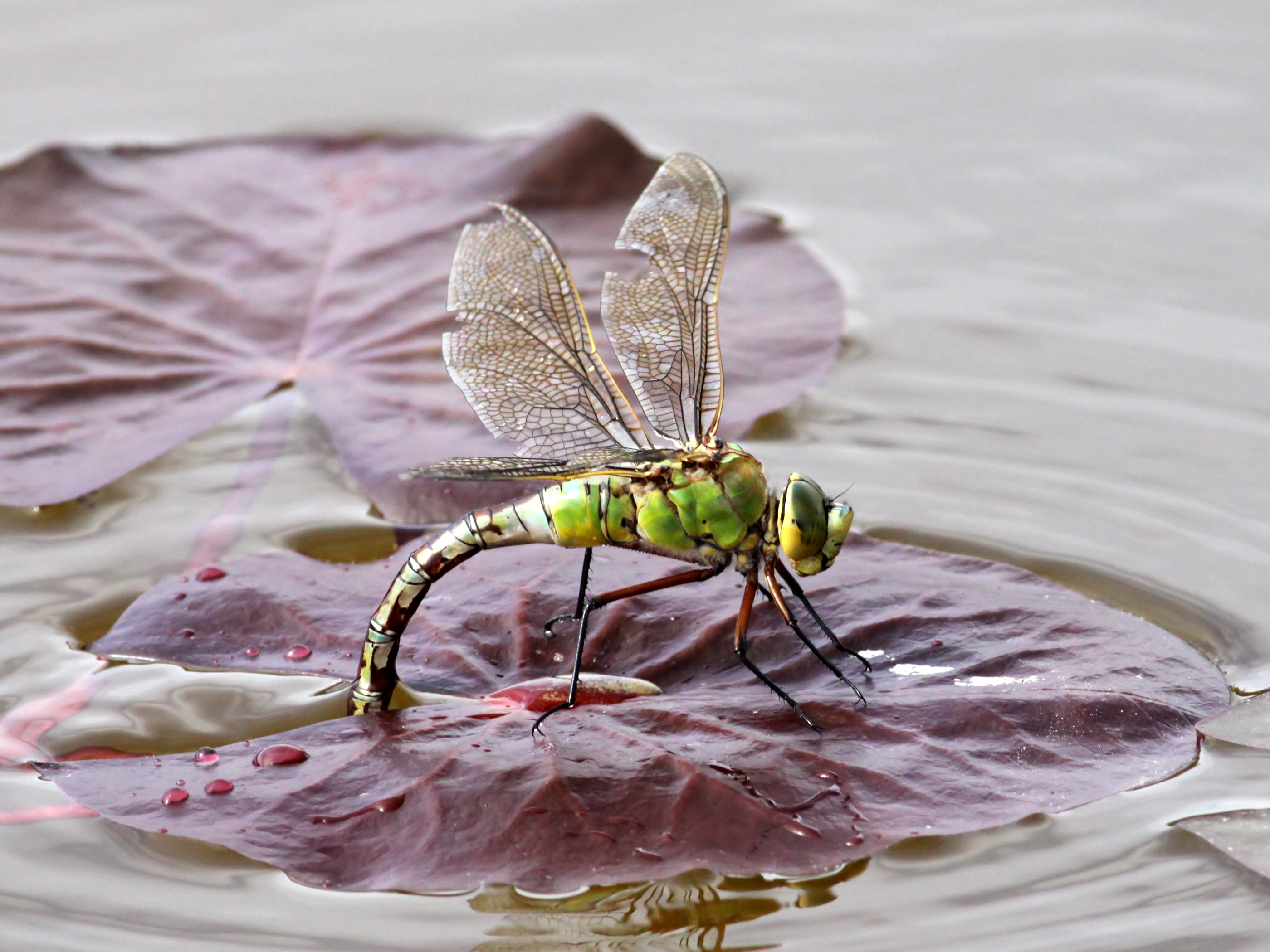
Дозорець-імператор

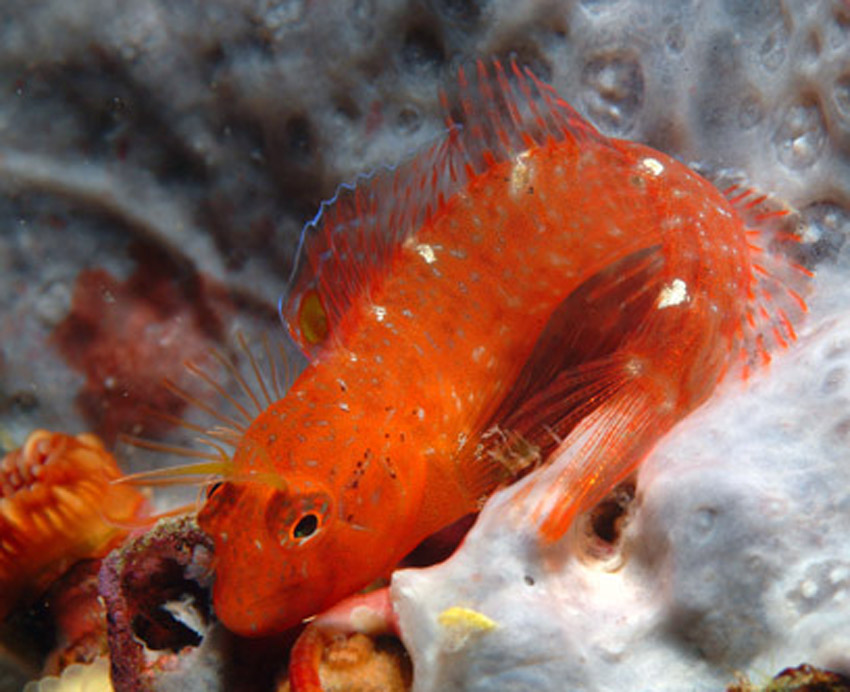
Собачка Звонимира

Даних недостатньо (англ. Data Deficient, DD) - категорія, застосовувана МСОП, іншими установами, і окремими видами, коли наявна інформація недостатня для належної оцінки охоронного статусу і для того, щоб була визначена оцінка ризику зникнення. Таксон, віднесений до цієї категорії, може бути досить добре вивчений, але при цьому бракує останніх даних щодо чисельності популяції та ареалу розповсюдження. МСОП не відносить види до категорії даних недостатньо доти, поки не буде здійснено масштабних спеціальних досліджень.
На схемі категорій МСОП категорія Даних недостатньо не виділена в окрему групу або видову категорію, позаяк надати інформацію неможливо. На схемі цього статусу позначено невиділені види інших категорій.
МСОП рекомендує негайно дослідити види, до яких відноситься статус Даних недостатньо, адже цей вид може буди під загрозою зникнення.
На території України поширені такі види тварин з статусом Даних недостатньо:
- Афаліна чорноморська (Tursiops truncatus)
- Коконопряд золотистий (Eriogaster catax)
- Бражник обліпиховий (Hyles hippophaes)
- Бражник Прозерпіна (Proserpinus proserpina)
- Дельфін білобокий (Delphinus delphis)
- Фоцена звичайна (Phocoena phocoena)
- Смарида звичайна (Spicara smaris)
- Дозорець-імператор (Anax imperator)
- Прісноводний краб (Potamon tauricum)
- Іглиця пухлощока (Syngnathus abaster)
- Атерина піщана (Atherina boyeri)
- Білизна звичайна (Aspius aspius)
- Бичок-зеленчак (Zosterisessor ophiocephalus)
- Бичок-пуголовочка Браунера (Benthophiloides brauneri)
- Мінога українська (Eudontomyzon mariae)
- Морський кіт (Dasyatis pastinaca)
- Морський коник довгорилий (Hippocampus guttulatus)
- Собачка Звонимира (Parablennius zvonimiri)
- Сліпак білозубий (Spalax leucodon)
- Шемая (Chalcalburnus chalcoides)